# Soter
Soter (gr. Σωτήρ) – greckie imię męskie. Oznacza „Zbawcę”, „Zbawiciela”. W łacinie odpowiadające imię to Salwator. W chrześcijaństwie odnoszono Σωτήρ do Jezusa.
Popularny przydomek władców hellenistycznych, np. Antioch I Soter czy Ptolemeusz I Soter. W Polsce wcześniej imię Soter nie występowało. W XXI wieku bardzo rzadkie. W styczniu 2025 w publicznie dostępnych danych rejestru PESEL wykazano dwóch mężczyzn o imieniu Soter nadanym jako imię pierwsze. Imię znalazło się w popularnym, małoformatowym informatorze o imionach, wydanym przez wydawnictwo „Sport i Turystyka” w 1983 i wznowionym w 1986 roku w nakładzie stu tysięcy egzemplarzy. 
Żeńska forma to Sotera. 
Soter imieniny obchodzi 22 kwietnia.

## Osoby o imieniu Soter
- Soter Jaxa-Małachowski – malarz marynista,
- Soter Kayumba – sportowiec z Rwandy,
- Soter Ortyński – duchowny,
- Soter Rozbicki – poeta,
- Papież Soter – duchowny.